# David’s Midnight Magic
David’s Midnight Magic ist ein frühes Computer-Flipper Simulationsprogramm für den Apple II, Commodore 64, die Atari-Heimcomputer und den NEC PC-8801. Das Spiel wurde von David Snider geschrieben und von der US-amerikanischen Spielefirma Brøderbund im Jahre 1982 veröffentlicht. In Europa wurde das Spiel von Ariolasoft vertrieben. Neben Raster Blaster und Night Mission gehörte David’s Midnight Magic zu den ersten Flipper-Simulationen für Homecomputer. Im Gegensatz zu vielen Flippern gibt es hier kein vertikales Scrolling; der Flipper befindet sich in Gänze auf dem Bildschirm. David’s Midnight Magic ist im Design an den realen Flipper Black Knight angelehnt, der 1980 von der US-amerikanischen Firma Williams herausgebracht wurde. Im Jahre 2005 wurde das Spiel David’s Midnight Magic 2005 veröffentlicht, das sich an das Original anlehnt, aber mit weitaus besseren Grafiken und 3D-Effekten ausgestattet war. Ein Flipper-Spiel von 1984 mit dem ähnlichen Namen Midnight Magic für Atari 2600 ist unabhängig entwickelt worden und weist starke spielerische Unterschiede auf.

## Rezeption
Das deutsche Fachmagazin Happy Computer bewertete das Spiel als „ungewöhnlich gut“. Das Spielfeld sei für einen Flipper ungewöhnlich leer, doch dadurch sei der Zufall weitgehend ausgeschlossen. Die Kugelbewegungen seien fließend, die grafische Gestaltung sehr gelungen.